# Kerry King
Kerry Ray King (ur. 3 czerwca 1964 w Los Angeles) – amerykański muzyk thrashmetalowy, gitarzysta. Założyciel i członek grupy metalowej Slayer.
W roku 1984 wspierał kilkakrotnie w czasie koncertów zespół Megadeth, natomiast w 2010 roku (w wyniku wspólnej trasy koncertowej pt. Jägermeister Music Tour zespołów: Slayer, Megadeth i Anthrax po Stanach Zjednoczonych) zagrał gościnie z Megadeth w utworze Rattlehead. Był również muzykiem sesyjnym Beastie Boys w czasie nagrywania ich płyty Licensed to Ill. Użyczył głosu w chórkach oraz zagrał solówkę w utworze Final Prayer na płycie Perseverance zespołu Hatebreed, nagrał też solo w utworze Goddamn Electric zarejestrowanym na płycie Pantery – Reinventing the Steel (2000). Kerry King pomagał także Sum 41 przy nagrywaniu piosenki What We’re All About (Spider-Man soundtrack). Podczas trasy Rockstar Energy Drink Mayhem Festival Tour po USA, gdzie głównymi gwiazdami byli Slayer i Marilyn Manson, King parokrotnie zagrał partie solowe w utworach Mansona tj. w Little Horn oraz Irresponsible Hate Anthem.
Kerry King z początkiem XXI wieku, przez krótki okres był właścicielem firmy KFK (Kerry Fuckin King) zajmującej się produkcją odzieży dla zbuntowanej młodzieży. W 2004 roku wystawił na aukcję Guitars 4 Kids (Gitary dla dzieciaków), swoją gitarę B.C. Rich z autografem, natomiast cały dochód ze sprzedaży instrumentu Kinga został przekazany do budżetu St. Jude Children’s Research Hospital (Szpitala Dziecięcego Św. Judy) w Memphis.
Poza grą na gitarze King jest miłośnikiem węży egzotycznych (swojego czasu był posiadaczem sporej hodowli w domu).
W 2004 muzyk wraz z Jeffem Hannemanem został sklasyfikowany na 10. miejscu listy 100 najlepszych gitarzystów heavymetalowych wszech czasów według magazynu Guitar World. Z kolei w 2009 roku został sklasyfikowany na 24. miejscu listy 50 najlepszych heavymetalowych frontmanów wszech czasów według Roadrunner Records.

## Instrumentarium
| Gitary i przystawki - B.C. Rich KKV - B.C. Rich Warlock - EMG 81 i 85 Pick-ups with EMG Afterburner Wzmacniacze i kolumny głośnikowe - Marshall 2203KK JCM-800 Amplifiers - Celestion G12K-100 and Vintage 30 Speakers - Marshall 4x12" speaker cabinets with Celestion 12" speakers Struny i kostki gitarowe - Dunlop Kerry King Drop Tuning Icon Series Signature Electric Guitar Strings - In Tune Guitar Picks |  | Efekty gitarowe - Fernandes Sustainer - TKL Cases - MXR Smart Gate Pro - MXR KFK 10 band EQ - Shure UHF Wireless System - Monster Cable - BOSS RGE-10 Graphic Eq - Dunlop DCR-1SR Rack Crybaby Wah - Dunlop Q-Zone pedal - Dunlop Zakk Wylde Signature Wah Pedal - Dunlop Dimebag Darrell Signature Wah Pedal - Eventide H3000S Harmonizer |

## Filmografia
| Tytuł                                | Rok  | Uwagi                                                 | Źródło |
| ------------------------------------ | ---- | ----------------------------------------------------- | ------ |
| „We Sold Our Souls for Rock 'n Roll” | 2001 | film dokumentalny, reżyseria: Penelope Spheeris       | [ 9 ]  |
| „Metal: A Headbanger’s Journey”      | 2005 | film dokumentalny, reżyseria: Sam Dunn, Scot McFayden | [ 10 ] |
| „Get Thrashed”                       | 2006 | film dokumentalny, reżyseria: Rick Ernst              | [ 11 ] |
| „Global Metal”                       | 2008 | film dokumentalny, reżyseria: Sam Dunn, Scot McFadyen | [ 12 ] |
| „Rock Prophecies”                    | 2009 | film dokumentalny, reżyseria: John Chester            | [ 13 ] |

## Nagrody i wyróżnienia
| Rok  | Kategoria                   | Tytułem    | Nagroda                         | Nota | Źródło |
| ---- | --------------------------- | ---------- | ------------------------------- | ---- | ------ |
| 2008 | Golden God                  | Kerry King | Metal Hammer Golden Gods Awards | Laur | [ 14 ] |
| 2009 | Most Mind-Blowing Guitarist | Kerry King | Revolver Golden Gods Awards     | Laur | [ 15 ] |